# Hyalothyridium viburnicola
Hyalothyridium viburnicola är en svampart som beskrevs av Tassi 1900. Hyalothyridium viburnicola ingår i släktet Hyalothyridium, divisionen sporsäcksvampar och riket svampar.   Inga underarter finns listade i Catalogue of Life.